# Manfred Ugalde
Manfred Ugalde (Heredia, 25 maggio 2002) è un calciatore costaricano, attaccante dello Spartak Mosca e della nazionale costaricana.

## Caratteristiche tecniche
È un centravanti molto dinamico, utilizzabile anche da ala o trequatista.

## Carriera

### Club

#### Saprissa
Cresciuto nel settore giovanile del Saprissa, ha esordito in prima squadra il 13 gennaio 2019 disputando l'incontro di Lifa FPD contro il Limón: riuscirà subito a stupire e con un colpo di testa al 93' porterà il risultato finale sul 2-2. Nonostante l'esordio da sogno, chiuderà la stagione con 1 gol in 7 partite.
Sarà la stagione successiva quella in cui mostrerà tutto il suo potenziale. Alla seconda giornata, il 25 Luglio 2019 troverà la sua prima doppietta in carriera, nel successo in campionato ai danni del Pérez Zeledón (3-0); meno di una settimana dopo troverà una nuova doppietta nel primo turno della Concacaf League, vinto contro i Belmopan Bandits (3-1), segnando le prime reti internazionali. Chiuderà la stagione con 15 gol totali dei quali 12 in campionato.

#### Lommel
Individuato dal Lommel, militante nel secondo campionato Belga, il 14 luglio 2020 viene acquistato per 875 mila euro. Dopo aver esordito da subentrato nella sconfitta con il Seraing (3-5), la seconda giornata, da subentrato, trova il gol del 2-2 finale con il Club NXT. Parte da titolare alla terza giornata nella sfida interna con il Lierse Kempenzonen (3-2), dove trova il gol del momentaneo 1-1. Il 29 gennaio 2021, segna la sua prima tripletta in carriera nel successo ai danni del Deinze (4-2), saranno i suoi ultimi gol stagionali. Nonostante il drastico calo realizzativo, chiuderà la stagione con 11 gol in campionato.

#### Twente
Il 1º luglio 2021 viene acquistato dal Twente con la formula del prestito biennale. Segna il suo primo gol in Olanda il 10 ottobre, nella sfida contro il Groningen (1-1). Chiuderà la prima stagione al Twente con 4 gol tra Eredivisie e Coppa di Lega.
La stagione successiva, il 25 agosto 2022 debutta in Conference League giocando il finale di FC Twente-Fiorentina (0-0). Il 9 settembre trova il primo gol in campionato, subentrando al 79' e segnando il gol del pareggio ai danni dell'AZ Alkmaar (1-1). Dopo essere rimasto per quasi sei mesi senza segnare, il 4 marzo 2023 segna il gol del momentaneo 2-1 nel pareggio interno con l'Herenveen (3-3). Si ripeterà la settimana successiva con la doppietta ai danni del Fortuna Sittard (3-0), quindi il 19 marzo risulterà decisivo per il successo sull'AZ Alkmaar (2-1) con la seconda doppietta consecutiva. Chiuderà il campionato con 8 reti in Eredivisie contribuendo al quinto posto della sua squadra; il 1º giugno gioca titolare l'andata delle semifinali dei Play off per la Conference League, segnando il gol vittoria ai danni dell'Herenveen al 93' (2-1). I suoi 9 gol stagionali porteranno il Twente ad acquistarlo a titolo definitivo per 4 milioni di euro, continuando a militare in squadra fino al gennaio successivo e chiudendo la sua esperienza olandese con un totale di 84 presenze e 22 reti.

#### Spartak Mosca
Il 29 gennaio 2024 viene acquistato a titolo definitivo dallo Spartak Mosca.

### Nazionale
Ha giocato nelle nazionali giovanili costaricane Under-17 ed Under-20.
Il 1º febbraio 2020 ha debuttato con la nazionale maggiore della Costa Rica in occasione dell'amichevole persa 1-0 contro gli Stati Uniti.
L'8 settembre 2023 realizza il suo primo gol per la selezione costaricana in occasione del successo per 3-1 in amichevole contro l'Arabia Saudita.

## Statistiche

### Presenze e reti nei club
Statistiche aggiornate al 25 marzo 2025.
| Stagione             | Squadra              | Campionato           | Campionato | Campionato | Coppe nazionali | Coppe nazionali | Coppe nazionali | Coppe continentali | Coppe continentali | Coppe continentali | Altre coppe | Altre coppe | Altre coppe | Totale | Totale | Totale |
| Stagione             | Squadra              | Comp                 | Pres       | Reti       | Comp            | Pres            | Reti            | Comp               | Pres               | Reti               | Comp        | Pres        | Reti        | Pres   | Reti   |        |
| -------------------- | -------------------- | -------------------- | ---------- | ---------- | --------------- | --------------- | --------------- | ------------------ | ------------------ | ------------------ | ----------- | ----------- | ----------- | ------ | ------ | ------ |
| 2018-2019            | Saprissa             | PD                   | 7          | 1          |                 | -               | -               | CL                 | 8                  | 4                  |             | -           | -           | 15     | 5      |        |
| 2019-2020            | Saprissa             | PD                   | 30+5       | 12+0       |                 | -               | -               | CCL                | 2                  | 0                  |             | -           | -           | 37     | 12     |        |
| Totale Saprissa      | Totale Saprissa      | Totale Saprissa      | 42         | 13         |                 |                 |                 |                    | 10                 | 4                  |             |             |             | 52     | 17     |        |
| 2020-2021            | Lommel               | CPL                  | 22         | 11         | CB              | 1               | 0               |                    | -                  | -                  |             | -           | -           | 23     | 11     |        |
| 2021-2022            | Twente               | ED                   | 25         | 3          | CO              | 3               | 1               |                    | -                  | -                  |             | -           | -           | 28     | 4      |        |
| 2022-2023            | Twente               | ED                   | 24+4       | 8+1        | CO              | 2               | 0               | UECL               | 1                  | 0                  |             | -           | -           | 27     | 9      |        |
| 2023-gen. 2024       | Twente               | ED                   | 18         | 7          | CO              | 1               | 1               | UECL               | 6                  | 1                  |             | -           | -           | 25     | 9      |        |
| Totale Twente        | Totale Twente        | Totale Twente        | 71         | 19         |                 | 6               | 2               |                    | 7                  | 1                  |             |             |             | 84     | 22     |        |
| gen.-giu. 2024       | Spartak Mosca        | PL                   | 12         | 0          |                 | -               | -               |                    | -                  | -                  |             | -           | -           | 12     | 0      |        |
| 2024-2025            | Spartak Mosca        | PL                   | 21         | 16         | KR              | 4               | 1               |                    | -                  | -                  |             | -           | -           | 25     | 17     |        |
| Totale Spartak Mosca | Totale Spartak Mosca | Totale Spartak Mosca | 33         | 16         |                 | 4               | 1               |                    |                    |                    |             |             |             | 37     | 17     |        |
| Totale carriera      | Totale carriera      | Totale carriera      | 147        | 59         |                 | 10              | 3               |                    | 17                 | 5                  |             |             |             | 192    | 67     |        |

### Cronologia presenze e reti in nazionale
| Cronologia completa delle presenze e delle reti in nazionale ― Costa Rica | Cronologia completa delle presenze e delle reti in nazionale ― Costa Rica | Cronologia completa delle presenze e delle reti in nazionale ― Costa Rica | Cronologia completa delle presenze e delle reti in nazionale ― Costa Rica | Cronologia completa delle presenze e delle reti in nazionale ― Costa Rica | Cronologia completa delle presenze e delle reti in nazionale ― Costa Rica | Cronologia completa delle presenze e delle reti in nazionale ― Costa Rica | Cronologia completa delle presenze e delle reti in nazionale ― Costa Rica |
| Data                                                                      | Città                                                                     | In casa                                                                   | Risultato                                                                 | Ospiti                                                                    | Competizione                                                              | Reti                                                                      | Note                                                                      |
| ------------------------------------------------------------------------- | ------------------------------------------------------------------------- | ------------------------------------------------------------------------- | ------------------------------------------------------------------------- | ------------------------------------------------------------------------- | ------------------------------------------------------------------------- | ------------------------------------------------------------------------- | ------------------------------------------------------------------------- |
| 1-2-2020                                                                  | Carson                                                                    | Stati Uniti                                                               | 1 – 0                                                                     | Costa Rica                                                                | Amichevole                                                                | -                                                                         | 78’                                                                       |
| 2-9-2021                                                                  | Panama                                                                    | Panama                                                                    | 0 – 0                                                                     | Costa Rica                                                                | Qual. Mondiali 2022                                                       | -                                                                         |                                                                           |
| 8-9-2023                                                                  | Newcastle upon Tyne                                                       | Arabia Saudita                                                            | 1 – 3                                                                     | Costa Rica                                                                | Amichevole                                                                | 1                                                                         | 82’                                                                       |
| 12-9-2023                                                                 | Zagabria                                                                  | Costa Rica                                                                | 1 – 4                                                                     | Emirati Arabi Uniti                                                       | Amichevole                                                                | -                                                                         | 58’                                                                       |
| 16-11-2023                                                                | San José                                                                  | Costa Rica                                                                | 0 – 3                                                                     | Panama                                                                    | CONCACAF Nations League 2023-2024 - Quarti di finale                      | -                                                                         |                                                                           |
| 20-11-2023                                                                | Panama                                                                    | Panama                                                                    | 3 – 1                                                                     | Costa Rica                                                                | CONCACAF Nations League 2023-2024 - Quarti di finale                      | -                                                                         | 74’                                                                       |
| 23-3-2024                                                                 | Frisco                                                                    | Costa Rica                                                                | 3 – 1                                                                     | Honduras                                                                  | CONCACAF Nations League 2023-2024 - Play-off                              | -                                                                         | 87’                                                                       |
| 26-3-2024                                                                 | Los Angeles                                                               | Argentina                                                                 | 3 – 1                                                                     | Costa Rica                                                                | Amichevole                                                                | 1                                                                         | 90’                                                                       |
| 6-6-2024                                                                  | San José                                                                  | Costa Rica                                                                | 4 – 0                                                                     | Saint Kitts e Nevis                                                       | Qual. Mondiali 2026                                                       | -                                                                         | 81’                                                                       |
| 9-6-2024                                                                  | Saint George's                                                            | Grenada                                                                   | 0 – 3                                                                     | Costa Rica                                                                | Qual. Mondiali 2026                                                       | 1                                                                         | 74’                                                                       |
| 24-6-2024                                                                 | Inglewood                                                                 | Brasile                                                                   | 0 – 0                                                                     | Costa Rica                                                                | Coppa America 2024 - 1º turno                                             | -                                                                         | 58’                                                                       |
| 28-6-2024                                                                 | Glendale                                                                  | Colombia                                                                  | 3 – 0                                                                     | Costa Rica                                                                | Coppa America 2024 - 1º turno                                             | -                                                                         | 17’ 46’                                                                   |
| 5-9-2024                                                                  | San José                                                                  | Costa Rica                                                                | 3 – 0                                                                     | Guadalupa                                                                 | CONCACAF Nations League 2024-2025 - 1º turno                              | -                                                                         | 63’                                                                       |
| 9-9-2024                                                                  | Città del Guatemala                                                       | Guatemala                                                                 | 0 – 0                                                                     | Costa Rica                                                                | CONCACAF Nations League 2024-2025 - 1º turno                              | -                                                                         | 73’                                                                       |
| 11-10-2024                                                                | Paramaribo                                                                | Suriname                                                                  | 1 – 1                                                                     | Costa Rica                                                                | CONCACAF Nations League 2024-2025 - 1º turno                              | -                                                                         | 26’ 63’                                                                   |
| 15-10-2024                                                                | San José                                                                  | Costa Rica                                                                | 3 – 0                                                                     | Guatemala                                                                 | CONCACAF Nations League 2024-2025 - 1º turno                              | -                                                                         |                                                                           |
| 14-11-2024                                                                | San José                                                                  | Costa Rica                                                                | 0 – 1                                                                     | Panama                                                                    | CONCACAF Nations League 2024-2025 - Quarti di finale                      | -                                                                         |                                                                           |
| 18-11-2024                                                                | Panama                                                                    | Panama                                                                    | 2 – 2                                                                     | Costa Rica                                                                | CONCACAF Nations League 2024-2025 - Quarti di finale                      | -                                                                         | 62’                                                                       |
| 21-3-2025                                                                 | Belmopan                                                                  | Belize                                                                    | 0 – 7                                                                     | Costa Rica                                                                | Qual. Gold Cup 2025                                                       | 2                                                                         | 58’                                                                       |
| 25-3-2025                                                                 | San José                                                                  | Costa Rica                                                                | 6 – 1                                                                     | Belize                                                                    | Qual. Gold Cup 2025                                                       | 1                                                                         | 63’                                                                       |
| 7-6-2025                                                                  | Bridgetown                                                                | Bahamas                                                                   | 0 – 8                                                                     | Costa Rica                                                                | Qual. Mondiali 2026                                                       | 1                                                                         | 78’                                                                       |
| 10-6-2025                                                                 | San José                                                                  | Costa Rica                                                                | 2 – 1                                                                     | Trinidad e Tobago                                                         | Qual. Mondiali 2026                                                       | -                                                                         | 86’                                                                       |
| 15-6-2025                                                                 | San Diego                                                                 | Costa Rica                                                                | 4 – 3                                                                     | Suriname                                                                  | Gold Cup 2025 - 1° turno                                                  | 2                                                                         |                                                                           |
| 18-6-2025                                                                 | Arlington                                                                 | Costa Rica                                                                | 2 – 1                                                                     | Rep. Dominicana                                                           | Gold Cup 2025 - 1° turno                                                  | 1                                                                         | 49’ 90+3’                                                                 |
| 22-6-2025                                                                 | Paradise                                                                  | Messico                                                                   | 0 – 0                                                                     | Costa Rica                                                                | Gold Cup 2025 - 1° turno                                                  | -                                                                         | 84’ 88’                                                                   |
| Totale                                                                    |                                                                           | Presenze                                                                  | 25                                                                        |                                                                           | Reti                                                                      | 10                                                                        |                                                                           |

## Palmarès

### Club

#### Competizioni internazionali
- CONCACAF League: 1

Saprissa: 2019

### Individuale
- Capocannoniere del campionato russo: 1

2024-2025 (17 reti)